# 西谷地区 (宝塚市)
西谷地区（にしたにちく）、または西谷地域は、兵庫県宝塚市北部の地名。宝塚市の面積の約3分の2を占めており、都市近郊にあっては貴重な里山の原風景を維持している地域である。
また、西谷地区は市街化を抑制すべき区域である「市街化調整区域」に指定されている。西谷地区には宝塚市の南部地域から約20-30分で行くことができる。

## 人口
| 年               | 人口  |
| ---------------- | ----- |
| 1879（明治12）年 | 2,806 |
| 1917（大正06）年 | 3,403 |
| 1988（昭和63）年 | 3,473 |
| 1998（平成10）年 | 3,411 |
| 2008（平成20）年 | 3,028 |
| 2018（平成30）年 | 2,507 |

| 地域     | 15歳未満 | 15歳 - 64歳 | 65歳以上 | グラフ |
| -------- | -------- | ----------- | -------- | ------ |
| 全国     | 12.2%    | 59.7%       | 28.1%    |        |
| 西谷地区 | 7.3%     | 49.5%       | 43.2%    |        |

人口は2018年時点で2,507人となっている。宝塚市の人口は224,126人であるので、市域面積の6割を占める地域に市全体の人口の約1%が居住していることになる。人口は、市に合併された1955年（昭和30年）の約5,800人をピークに減少を続け、さらに、2007年から2017年までの10年間では人口は500人以上減少している。高齢化も進み、高齢化率は43.2%と宝塚市全体の26.71％に比べて高くなっている。年少人口は199人で年少人口比率は7.76%となっている。

## 歴史
かつて西谷地区は西谷村という村であったが1955年3月14日宝塚市との編入合併により、宝塚市の一部となった。1971年には西谷地区一帯が「宝塚自然休養村」に指定・村開きがされ、1973年には宝塚市立青少年野外活動センターに宝塚市立少年自然の家が完成した。1976年に宝塚市立歴史民俗資料館が開館、1981年には国鉄福知山線塚口-宝塚間の複線電化工事が完成し、営業が開始された。1993年には兵庫県が宝塚新都市開発基本計画を策定し、2001年には宝塚長谷牡丹園が開園、長尾山トンネル道路が開通した。2004年に宝塚市立少年自然の家が日帰りの自然体験型施設の宝塚市立宝塚自然の家としてリニューアルオープンした。2015年には丸山湿原群が兵庫県の天然記念物の指定を受けた。2018年には新名神高速道路（川西IC - 神戸JCT間）が開通し、宝塚北サービスエリアがオープンした。

### 西谷地区の昔と今の比較
| 項目             | 昔（1908年）                                                                              | 今（2018年）                                                    |
| ---------------- | ----------------------------------------------------------------------------------------- | --------------------------------------------------------------- |
| 人口             | 人口:3118人 戸数:575戸                                                                    | 人口:2507人 戸数:1108戸                                         |
| 家屋             | 一階建 茅葺1階建き民家 日本の田舎特有の建築様式                                           | 二階建 瓦葺き 建築様式の近代化（瓦、建材、工法）                |
| 家族と生活       | 大家族                                                                                    | 核家族                                                          |
| 生業             | 農業中心                                                                                  | 兼業農家                                                        |
| 食事             | 地元の食材を中心とした和食 自給自足で、米、野菜、魚の干物、鶏肉（かしわ）などを食べていた | 和食・洋食など                                                  |
| 水と燃料         | 井戸水、川の水、薪、柴、炭、練炭 （里山資源の活用）                                       | インフラの整備（電気、ガス、灯油）                              |
| 交通             | 徒歩、汽車、荷車                                                                          | 車、電車、バス                                                  |
| 周辺地域との交流 | 東西の交流、特に東谷・中谷・高平との交流が盛んで、 通婚圏でもあった                       | 宝塚市に合併したことで、 交通の便が良くなり南北の交流が増加した |

### 変遷表
| 江戸時代初期   | 江戸時代初期 | 江戸時代初期 | 江戸時代後期 | 1889年 - 1955年     | 1955年 -   |
| 1605年         | 1673年       | 1673年       | 江戸時代後期 | 明治22年 - 昭和30年 | 昭和30年 - |
| 佐曽利村       | 上佐曽利村   | 上佐曽利村   | 上佐曽利村   | 西谷村              | 宝塚市     |
| 佐曽利村       | 上佐曽利村   | 香合新田村   |              | 西谷村              | 宝塚市     |
| 佐曽利村       | 下佐曽利村   |              |              | 西谷村              | 宝塚市     |
| 長谷村         | 長谷村       | 長谷村       | 長谷村       | 西谷村              | 宝塚市     |
| 長谷村         | 芝辻新田村   |              |              | 西谷村              | 宝塚市     |
| 大原野村       |              |              |              | 西谷村              | 宝塚市     |
| 波豆村         |              |              |              | 西谷村              | 宝塚市     |
| 堺野（境野）村 |              |              |              | 西谷村              | 宝塚市     |
| 玉瀬村         |              |              |              | 西谷村              | 宝塚市     |
| 畑（切畑）村   | 南切畑村     | 南切畑村     | 切畑村       | 西谷村              | 宝塚市     |
| 畑（切畑）村   | 北切畑村     |              | 切畑村       | 西谷村              | 宝塚市     |

## 産業
西谷地区の主な産業は農業であり、米作中心の農業が営まれている。同地区には、6軒の畜産農家が約600頭の牛を飼育している。また、太陽光を農業と発電でシェアするソーラーシェアリングの取組が進んでいる。これは、2015年に始まり、現在8基が設置されている。

## 交通

### 鉄道
西谷地区ではJR福知山線が通っている。地区内には武田尾駅が存在し、宝塚駅などと結ばれている。

### バス
| 事業者名                  | 番号   | 路線名          | 経由地 |
| ------------------------- | ------ | --------------- | --- |
| 阪急バス （阪急田園バス） | 1系統  | 宝塚線 （廃止） | 宝塚 - すみれガ丘一丁目 - 十万辻 - 切畑 - 松葉屋 - 西谷夢プラザ - 東部                                       |
| 阪急バス （阪急田園バス） | 2系統  | 宝塚線 （廃止） | 宝塚 - すみれガ丘一丁目 - 十万辻・大宝塚ゴルフ場 - 切畑 - 松葉屋 - 西谷夢プラザ - 西谷車庫前 - 波豆          |
| 阪急バス （阪急田園バス） | 3系統  | 宝塚線 （廃止） | 宝塚 - すみれガ丘一丁目 - 十万辻・大宝塚ゴルフ場 - 切畑 - 松葉屋 - 西谷夢プラザ - 東部 - 西谷小学校前 - 波豆 |
| 阪急バス （阪急田園バス） | 4系統  | 宝塚線 （廃止） | 宝塚 - すみれガ丘一丁目 - 十万辻 - 切畑 - 松葉屋 - 西谷夢プラザ - 東部 - 西谷小学校前 - 波豆                 |
| 阪急バス （阪急田園バス） | 5系統  | 宝塚線 （廃止） | 宝塚 - すみれガ丘一丁目 - 十万辻 - 大宝塚ゴルフ場                                                            |
| 阪急バス （阪急田園バス） | 6系統  | 武田尾線        | 波豆川 - 上佐曽利 - 東部                                                                                     |
| 阪急バス （阪急田園バス） | 7系統  | 武田尾線        | JR武田尾 - 玉瀬 - 西谷の森公園西の谷 - 松葉屋 - 西谷夢プラザ - 東部 - 上佐曽利                               |
| 阪急バス （阪急田園バス） | 8系統  | 武田尾線        | 上佐曽利 - 東部 - 西谷夢プラザ                                                                               |
| 阪急バス （阪急田園バス） | 9系統  | 武田尾線        | 西谷小学校前 - 上佐曽利                                                                                      |
| 阪急バス （阪急田園バス） | 10系統 | 武田尾線        | JR武田尾 - 玉瀬 - 松葉屋 - 西谷夢プラザ - 東部 - 長谷公民館前 - 上佐曽利 - 波豆川                            |
| 阪急バス （阪急田園バス） | 11系統 | 武田尾線        | JR武田尾 - 玉瀬 - 松葉屋 - 西谷夢プラザ - 東部 - 長谷公民館前 - 上佐曽利                                     |
| 阪急バス （阪急田園バス） | 12系統 | 武田尾線        | JR武田尾 - 玉瀬 - 松葉屋 - 西谷夢プラザ - （西谷車庫前・西谷小学校前） - 東部 - 上佐曽利                     |
| 阪急バス （阪急田園バス） | 13系統 | 武田尾線        | 上佐曽利 - 東部 - 西谷夢プラザ - 松葉屋 - 玉瀬 - JR武田尾                                                    |
| 阪急バス （阪急田園バス） | 14系統 | 武田尾線        | JR武田尾 - 玉瀬 - 松葉屋 - 西谷夢プラザ - 東部                                                               |
| 阪急バス （阪急田園バス） | 15系統 | 武田尾線        | JR武田尾 - 玉瀬 - 松葉屋 - 西谷夢プラザ - 東部 - 西谷小学校前 - 波豆                                         |
| 阪急バス （阪急田園バス） | 16系統 | 武田尾線        | JR武田尾 - 玉瀬 - 松葉屋 - 西谷夢プラザ - 西谷車庫前                                                         |
| 阪急バス （阪急田園バス） | 17系統 | 武田尾線        | 上佐曽利 - 東部 - 西谷小学校前 - 西谷車庫前 - 西谷夢プラザ - 松葉屋 - 玉瀬 - 切畑 - JR武田尾                 |
| 阪急バス （阪急田園バス） | 18系統 | 武田尾線        | JR武田尾 - 玉瀬 - 松葉屋 - 西谷夢プラザ - 東部 - 西谷小学校前                                                |
| 阪急バス （阪急田園バス） | 19系統 | 武田尾線        | JR武田尾 - 玉瀬 - 松葉屋 - 西谷支所前 - 東部 - 上佐曽利 - 波豆川                                             |
| （新設）                  | 31系統 | 武田尾線        | 上佐曽利 - 東部 - 西谷夢プラザ - 松葉屋 - 玉瀬 - 切畑 - パークタウン中央 - 日生中央駅                        |

西谷地区では主に阪急バス（阪急田園バス）が運行している。宝塚市北部の大原野西谷地区を中心に、武田尾駅を結ぶ路線を運行している。かつては宝塚駅や三田駅と西谷地区を結ぶ路線も運行していたが、2021年3月31日をもって西谷出張所は閉所し、宝塚営業所に統合され、西谷地区と三田および宝塚方面を結ぶ路線が廃止された。2022年4月1日には、西谷地区と能勢電鉄日生中央駅を結ぶ路線が新設された。

### 道路
道路は主に県道33号線（十万道路）がある。また、新名神高速道路が通り、同地区玉瀬には宝塚北SA/スマートICがある。

## 文化

### 文化財等

#### 無形文化財
西谷地区のちまきの食文化
全国的にほとんどの地域でササ類の1種類の植物で包むちまきが一般化しているが、西谷地区では全国的にも稀なナラガシワとヨシの2種類の植物で包むちまきが現在も作られている。西谷地区では、ナラガシワが成長して葉が柔らかくなる6月ごろ、「端午節」の旧暦5月5日に合わせて「ちまき」を作り上げる習慣がある。2020年に宝塚市無形民俗文化財に指定され、2023年3月に文化庁の「100年フード」に認定された。
ケトロンまつり
江戸時代から300年以上続いている健康祈祷の念仏行事。

#### 重要文化財
波豆八幡神社
源満政が973年（天延元年）に創建したといわれる神社で、本殿は国の重要文化財に指定されている。
旧東家住宅
宝塚市立歴史民俗資料館にあり、県指定重要有形文化財に指定されている。現在は、江戸時代頃の農家の暮らしを伝える資料館として活用されている。

## 施設
- 宝塚西谷の森公園
- 西谷ふれあい夢プラザ
- 宝塚ダリア園
- 宝塚市立宝塚自然の家
- 宝塚北サービスエリア